# Izvor, Svrljig
Izvor (izvirno srbsko Извор) je naselje v Srbiji, ki upravno spada pod Občino Svrljig; slednja pa je del Niškega upravnega okraja.

## Demografija
V naselju živi 670 polnoletnih prebivalcev, pri čemer je njihova povprečna starost 56,8 let (54,2 pri moških in 59,4 pri ženskah). Naselje ima 301 gospodinjstev, pri čemer je povprečno število članov na gospodinjstvo 2,40.
To naselje je, glede na rezultate popisa iz leta 2002, večinoma srbsko.
|  |

| Demografija | Demografija     | Demografija     |
| Leto        | Št. prebivalcev | Št. prebivalcev |
| ----------- | --------------- | --------------- |
|             |                 |                 |
|             |                 |                 |
|             |                 |                 |
|             |                 |                 |
| 1948        | 1930            |                 |
| 1953        | 1996            |                 |
| 1961        | 1908            |                 |
| 1971        | 1497            |                 |
| 1981        | 1259            |                 |
| 1991        | 924             | 918             |
| 2002        | 725             | 722             |
|             |                 |                 |

| Etnična sestava po popisu iz leta 2002 | Etnična sestava po popisu iz leta 2002 | Etnična sestava po popisu iz leta 2002 | Etnična sestava po popisu iz leta 2002 | Etnična sestava po popisu iz leta 2002 |
| -------------------------------------- | -------------------------------------- | -------------------------------------- | -------------------------------------- | -------------------------------------- |
| Srbi                                   | Srbi                                   |                                        | 712                                    | 98,61%                                 |
| Hrvati                                 | Hrvati                                 |                                        | 1                                      | 0,13%                                  |
| Neznano                                | Neznano                                |                                        | 5                                      | 0,69%                                  |